# 松尾依里佳
松尾 依里佳（まつお えりか、1984年1月14日 - ）は、日本のヴァイオリニスト、タレント。所属事務所はエクステンションから2024年にホリプロに移籍した。

## 人物
大阪府交野市出身。1984年1月14日、2人姉妹の長女として誕生。血液型はB型。身長は164cm。大阪府立四條畷高等学校を経て、京都大学経済学部卒業。既婚。2児の母。

### 生い立ち
4歳の時に母親に勧められてヴァイオリンを始めた。本人曰く、水泳・ピアノ・英会話・公文式など様々な習い事をしていたが、唯一飽きずにやっていたのはヴァイオリンだったという。
14歳の時から工藤千博に師事、当時から音楽家となることを志していた。
高校在学中は、バンドを組みヴォーカリストとして活躍していた。京都大学に現役合格し、進学。

### 音楽家
松尾は2004年、大学在学中にステージデビューし、以後地元・関西を中心に演奏活動を行った。
2006年に放送されたテレビドラマ『のだめカンタービレ』（フジテレビ）には、「のだめオーケストラ」の一員として出演した。また、「のだめオーケストラコンサート」にも参加した。
2010年『上海スピード』（NHK総合）や2011年『森林に生かされて～乙葉が伝える森と木の魅力』（BS日テレ）など、これまで多くの番組で挿入曲などを演奏する。
2011年7月には関西フィルハーモニー管弦楽団と初共演。東日本大震災チャリティーコンサートのために書かれたヴァイオリン協奏曲「Cantus Oratio 祈りの詩」（五木田岳彦、作曲）を世界初演。以後「関西フィル弦楽オーケストラ&松尾依里佳」 など、共演する機会が多い。 
同年10月から放送されている『キャスト』（朝日放送→朝日放送テレビ）の初代テーマ音楽『Unlimited View』（作編曲：五木田岳彦、2013年10月25日まで使用）のヴァイオリン演奏を行う。その後、自身も同番組に2015年3月30日から2018年1月15日まで月曜コメンテーターとして出演していた。（後述）
2012年5月、ファーストマキシシングル「Unlimited」を発売。TSUTAYA 店舗にて発売記念インストアライブを行う。11月、Lapis Lazuli のコンサートに出演しチェリストの溝口肇らと共演。
2013年2月、 Skoop On Somebody 初のデュエットアルバム「S.O.S. Duets」に Alice、Crystal Kay、多和田えみ、夏川りみ、広瀬香美、May J. 等と共に参加。ライブにもシークレットゲストとして出演。
同年、ビルボードライブ大阪にて、初のソロライブを催す。
2016年10月、京都府南丹市にて開催された第40回全国育樹祭式典では皇太子徳仁親王（当時・現在の天皇）が臨席の中、ヴァイオリン演奏を行う。その内容はオリジナル楽曲で本人による書き下ろし作品であったと、その後自身のブログで発表した。また同式典ではナビゲーターとしても出演している。

### タレント活動
2008年（平成20年）8月以降には、テレビのクイズ番組への出演が目立つ。『クイズプレゼンバラエティー Qさま!!』では準レギュラー回答者として参加しており、特に2010年（平成22年）1月4日放送の「第2回芸能界最強漢字王決定戦」でベスト4に入り、同年4月12日と2012年4月9日放送の「進研ゼミからの挑戦状! 芸能界本当の勉強王No.1決定戦」では準優勝を果たした。特に後者では敗者復活から準優勝を果たした。
2015年以降には、情報・報道番組へのコメンテーターとしての出演が増え、『ひるおび!』（TBS）や『キャスト』（朝日放送）へのレギュラー出演のほか、『ワイドナショー』（フジテレビ）などに出演している。

### 探偵!ナイトスクープ
2010年9月からは、『探偵!ナイトスクープ』（朝日放送→朝日放送テレビ）の3代目秘書として出演。2代目秘書の岡部まりが2010年の参院選に出馬したことでしばらく空席となっていたところ、2010年7月30日の番組収録で秘書への就任が発表された。本人にとって初のレギュラー番組であった。大抜擢の理由をチーフプロデューサーの松本修は「岡部さんがもっていた清らかで知的な要素があって、前に出過ぎない自然体の人」と説明した。2015年11月13日放送回「鬼嫁が気弱な夫に贈るバラード」、2016年3月16日放送回「髪の毛で作るバイオリンの弓」ではVTR内に登場し、ヴァイオリン演奏をして依頼の解決に一役買ったことがある。第1子出産のため、2017年12月末の産前産後休業に入るタイミング（2018年1月19日放送）で7年半務めた3代目秘書を卒業して番組を降板した。

### 交友関係
女優の村井美樹とタレントの三浦奈保子とはクイズプレゼンバラエティー Qさま!!で共演して以来3人での親交が深い。夫とは共通の友人であった三浦から紹介を受け知り合った。
村井は松尾の高校の先輩に当たるが、村井が卒業した後に松尾が入学しており、先輩・後輩と言うより同僚という認識のため、「美樹ちゃん」と呼んでいる。
サザンオールスターズの関口和之とは家族で親交が深く、その交流の様子が度々ブログやSNSで度々発信されている。

## 家族
- 父、母、本人、妹の4人家族で育つ。
- 2015年10月17日、一般男性と結婚したことを発表したが[10]、2019年3月に自身のブログで、夫が東大卒の教育アドバイザーの清水章弘であることを公表[11]。以降、夫婦ともに互いのことをテレビやSNSなどで公言するようになっている。
- 2017年9月8日、第1子妊娠を報告[12]。2018年2月14日、第1子女児を出産[13]。
- 2022年6月1日、第2子妊娠を報告[14]。9月16日、第2子男児出産を報告[15]。

## ディスコグラフィ

### ミニアルバム
- First Gate（2008年7月10日）

### マキシシングル
- Unlimited（2012年5月 5日）

### 配信
- Unlimited View（2013年7月 1日）
- Color of still-祈り（2013年7月 1日）
- 京都音景（2013年7月 1日）
- Twilight View（2013年7月 1日）

## 出演

### テレビ
報道・情報番組
- ウェークアップ!ぷらす（2012年5月26日 読売テレビ系）コメンテーター
- 世紀の瞬間!未解決事件（2015年3月29日 テレビ朝日）
- キャスト（2015年3月30日 - 2018年1月15日、2018年7月30日 - 2018年12月17日 朝日放送）- 月曜コメンテーター
- ひるおび!（2018年8月13日、同年10月5日 - 2023年9月25日、TBSテレビ）
  - 産前産後休業をはさんで、金曜日→月曜日の午前枠にコメンテーターとしてレギュラー出演。夫の清水も、不定期での出演を経て、2022年3月28日から木曜日の午後枠でコメンテーターを務めている。
- ワイドナショー（2019年3月3日、4月28日 フジテレビ）- コメンテーター

情報系バラエティ番組
- そうだったのか!学べるニュース（2011年9月7日・14日他 テレビ朝日）
- そうだったのか!池上彰の学べるニュース　年またぎ7時間半スペシャル（2011年12月31日 テレビ朝日）
- ビートたけしのTVタックル（2014年5月19日 テレビ朝日）
- 胸いっぱいサミット!（2020年12月12日 関西テレビ）

バラエティ番組
- クイズ雑学王（2008年8月27日他　テレビ朝日）- 不定期出演
- 近未来予報ツギクル（2008年11月20日、27日 フジテレビ）
- 大胆MAP（2008年11月30日他 テレビ朝日）- 不定期出演
- 京都!ちゃちゃちゃっ（2009年1月7日 関西テレビ☆京都チャンネル・KBS京都）
- ザ!世界仰天ニュース（2009年6月17日 日本テレビ）
- 地頭クイズ ソクラテスの人事（2009年7月9日 NHK総合テレビ・NHKワールド）
- 大当たり!クイズドリーム学園 宝くじプレゼントスペシャル（2009年9月2日 日本テレビ）
- アートエンターテインメント 迷宮美術館（2009年12月10日 NHK総合テレビ・NHK BShi）
- 太田光の私が総理大臣になったら…秘書田中（2009年11月20日 日本テレビ）
- 踊る踊る!さんま御殿!!潔癖キング糾弾祭り&○秘新カップル誕生祭!（2009年12月22日 日本テレビ）
- 探偵!ナイトスクープ（2010年9月3日 - 2018年1月19日 朝日放送）- 3代目秘書
- 爆笑レッドカーペット（2010年9月24日 フジテレビ）
- 辰巳琢郎のワイン番組（2010年12月11日・18日 BSフジ）
- 探偵!ナイトスクープ年忘れファン感謝祭（2010年12月31日他 朝日放送）
- がんばれ!元気ッズ（2011年2月4日 朝日放送）
- ワンセグランチボックス（2011年5月18日 NHKワンセグ2）
- 思い出美術館（2011年5月21日 TBS）
- 国際森林年特別番組「森林に生かされて～乙葉が伝える森と木の魅力」（2011年9月17日 BS日テレ）
- ココロの旅（2011年9月27日 関西テレビ）
- 国民文化祭開催記念! 京都タイムトラベラー 〜いにしえの美食めぐり隊〜（2011年10月22日 朝日放送）
- 心で感じる京都の音風景（2012年3月-　eo光チャンネル，eo光3Dチャンネル，K-CATチャンネル）ナビゲーター
- ブレインアスリート（2012年4月15日他 日本テレビ）
- ガラスの地球を救え（2012年4月30日 朝日放送）
- 最強一休王決定戦THE TONCHI（2012年7月15日 フジテレビ）
- 教えて!みんなのギモン（2012年10月-12月 関西テレビ）-ナビゲーター
- ソモサン⇔セッパ!（2012年10月30日 フジテレビ）
- ペケポン（2013年1月4日 フジテレビ）
- ゲンキになる!台湾～知られざる新北市の魅力～（2013年6月1日 テレビ東京）ナビゲーター
- 真麻の部屋へようこそ（2014年4月10日 NOTTV）
- 天神祭生中継2014（2014年7月25日 テレビ大阪）
- 驚き!ニッポン新常識（2014年8月6日 毎日放送）
- そうだ旅（どっか）に行こう。（2014年11月11日 テレビ東京）
- クイズ!世界一の関西人（2014年12月27日 関西テレビ）
- おはようふくいセブン（2015年2月8日 福井放送）
- 痛快!明石家電視台 京大卒タレントSP（2015年2月9日 毎日放送）- 同じ京大卒のロザン宇治原や辰巳琢郎と共演
- 千原ジュニアのシュッとしょ!（2015年3月15日 朝日放送）ゲスト出演
- 世の中のありなし発見バラエティ!シロクロTV（2015年3月21日 関西テレビ）-アシスタント
- 世界一受けたい授業 日本の最高学府が夢の競演！東大・京大人気先生大集合SP（2015年7月25日 日本テレビ）
- アカペラ日本一決定戦 ハモネプ全国大会（2015年9月18日 フジテレビ）
- おとな旅あるき旅（2015年10月31日「芸術薫る神戸ぶらり旅」、2015年12月5日「2時間30分スペシャル」 テレビ大阪）
- 戦国レジェンド 真田幸村 〜THE クイズショー（2015年11月23日 NHK大阪）
- 松尾依里佳の京都・岡崎コンシェルジュ（2016年2月５日 KBS京都）-ナビゲーター
- リズムにノッて答えろ ザ・ピンポンブー（2016年3月27日 TBS）
- 味のラブレター（2016年3月28日・4月4日 朝日放送）-母と親子出演
- 珍種目No.1は誰だ!?ピラミッド・ダービー（2016年8月21日 TBS）女子タレント力ダービーinアミューズメントパークにて優勝
- まちけん参上!～あなたの街のおもしろ検定～（2017年5月28日他 NHK大阪）不定期出演
- 水野真紀の魔法のレストラン（2018年8月1日 毎日放送）
- ビーバップ!ハイヒール（2019年5月9日 朝日放送）S級漢字検定コーナー
- あんたはホンマに関西人?陣取りクロスワード（2019年6月15日 テレビ大阪）
- 開運!なんでも鑑定団（2019年9月3日 テレビ東京）
- ザキ山小屋〜バイオリンをこよなく愛するご一行様〜（2020年9月12日 朝日放送）カンニング竹山とゲスト出演
- データがない!〜つぶやきたくなる令和の新事実〜（2021年6月22日 フジテレビ・関西テレビ）

クイズ番組
- 熱血!平成教育学院（2008年8月3日、2009年4月12日他 テレビ朝日）- 不定期出演
- クイズプレゼンバラエティー Qさま!!（2008年10月20日他 テレビ朝日）- 不定期出演
- クイズ$ミリオネア（いずれも八代英輝のテレフォンブレーンとして出演 フジテレビ）
- 旬な男たちが大集合スペシャル（2008年12月9日）
- 最強頭脳が大集結!生であの人も参戦スペシャル（2009年1月30日）
- 超タイムショック 芸能人最強クイズ王決定戦スペシャル 5・6・7・9・10・17（2009年3月31日他 テレビ朝日）-不定期出演
- ネプリーグ （2009年4月13日他 フジテレビ）-不定期出演
- クイズ!ヘキサゴンII（2009年12月9日 フジテレビ）
- 平成教育委員会2011秋!!ニッポンを学ぼうSP!!（2011年10月2日 フジテレビ）
- くりぃむクイズ ミラクル9（2012年12月12日 テレビ朝日）
- パネルクイズ アタック25（2015年8月9日 朝日放送）-クイズ出題者としてVTR出演
- 東大王 （2018年9月2日他 TBS）- 不定期出演
- 潜在能力テスト（2020年2月18日他 フジテレビ）- 不定期出演
- クイズ!あなたは小学5年生より賢いの?（2020年12月25日 日本テレビ）
- クイズ!オンリー1（2021年2月6日 TBS）

ドキュメンタリー番組
- 特選京都チャンネル・松尾依里佳 the Debut（2005年2月24日　関西テレビ）
- 奇跡の地球物語～近未来創造サイエンス（2013年10月3日　テレビ朝日）-ゲスト・ナレーター

ドラマ
- のだめカンタービレ（2006年10月-12月）-オーケストラメンバーとして

### ラジオ
- ROUTE 894（2008年7月7日　α-STATION）
- Tapestry（2008年9月8日　TOKYO FM）
- クロノス（2008年12月17日　TOKYO FM）
- desknet's NEO presents エリカの元気の素!（2013年-2014年　FMヨコハマ）ナビゲーター
- 有馬隼人とらじおと山瀬まみと（2018年12月21日　TBSラジオ）
- ハイスクール・ア・ゴー・ゴー（2020年2月10日，17日　TBSラジオ）

### CM
- 宇治田原製茶場『こいまろ茶』[16]
- ネスカフェ エクセラ バリスタ専用

### ナレーション・ナビゲーター
- パウル・クレー｜だれにも ないしょ。（2015年9月19日-11月23日）-兵庫県立美術館特別展
- 九度山の旅「暮らすように、ゆったり、ほっこり」（2016年9月-）-故郷からの手紙編　九度山町PR動画　朗読
- ANA 旅するクラシック（2016年11月-現在）-ANA機内エンターテイメント　ナビゲーター

### WEB
- 記紀・万葉プロジェクト「奈良まほろまん」（2016年3月-2021年3月）-PR映像ナビゲーター[17]

### 就任歴
- 大阪府市文化振興会議委員（2013年-2015年）[18]
- 日本民間放送連盟賞近畿地区外部委嘱審査員（2015年教養番組部門，2016年テレビエンターテインメント番組部門）
- 京都モデルフォレスト運動推進大使（2016年-）
- 秋の全国交通安全運動広報啓発モデル（2016年9月　大阪府）
- 第40回全国育樹祭式典（2016年10月9日）ナビゲーター・ヴァイオリン演奏
- 自転車左側通行徹底キャンペーン啓発モデル（2017年9月　大阪府）